# Episodi di Death Valley Days (decima stagione)
La decima stagione della serie televisiva Death Valley Days è stata trasmessa in anteprima negli Stati Uniti d'America in syndication tra il 2 ottobre 1961 e il 21 maggio 1962.
| nº | Titolo originale                 | Titolo italiano | Prima TV USA     | Prima TV Italia |
| -- | -------------------------------- | --------------- | ---------------- | --------------- |
| 1  | Queen of Spades                  |                 | 2 ottobre 1961   |                 |
| 2  | The Holdup-Proof Safe            |                 | 2 ottobre 1961   |                 |
| 3  | Lieutenant Bungle                |                 | 2 ottobre 1961   |                 |
| 4  | The Third Passenger              |                 | 2 ottobre 1961   |                 |
| 5  | Trial by Fear                    |                 | 2 ottobre 1961   |                 |
| 6  | Alias James Stuart               |                 | 13 ottobre 1961  |                 |
| 7  | Storm Over Truckee               |                 | 23 ottobre 1961  |                 |
| 8  | The Treasure of Elk Creek Canyon |                 | 30 ottobre 1961  |                 |
| 9  | A Bullet for the D.A.            |                 | 13 novembre 1961 |                 |
| 10 | The Watch                        |                 | 4 dicembre 1961  |                 |
| 11 | Miracle at Boot Hill             |                 | 11 dicembre 1961 |                 |
| 12 | The Truth Teller                 |                 | 1º gennaio 1962  |                 |
| 13 | A Sponge Full of Vinegar         |                 | 15 gennaio 1962  |                 |
| 14 | Experiment in Fear               |                 | 25 gennaio 1962  |                 |
| 15 | Miracle at Whiskey Gulch         |                 | 26 gennaio 1962  |                 |
| 16 | Feud at Dome Rock                |                 | 29 gennaio 1962  |                 |
| 17 | Justice at Jackson Creek         |                 | 30 gennaio 1962  |                 |
| 18 | Preacher with a Past             |                 | 1º febbraio 1962 |                 |
| 19 | Abel Duncan's Dying Wish         |                 | 3 febbraio 1962  |                 |
| 20 | Matter of Honor                  |                 | 12 febbraio 1962 |                 |
| 21 | The Breaking Point               |                 | 1º marzo 1962    |                 |
| 22 | Girl with a Gun                  |                 | 8 marzo 1962     |                 |
| 23 | Way Station                      |                 | 9 marzo 1962     |                 |
| 24 | The Unshakable Man               |                 | 6 maggio 1962    |                 |
| 25 | Showdown at Kamaaina Flats       |                 | 15 maggio 1962   |                 |
| 26 | La Tules                         |                 | 21 maggio 1962   |                 |